# Partit per l'Alliberament Canac
El Partit per l'Alliberament Canac o Palika és un partit polític de Nova Caledònia creat el 1975 i que reclama la independència de Nova Caledònia. Forma part del Front d'Alliberament Nacional Canac Socialista (FLNKS) i de la Unió Nacional per la Independència.

## Direcció
Tècnicament el partit no té president, però és dirigit per un Buró Polític elegit pel Congrés i nomena com a portaveu un dels seus membres. No obstant això, des de la dècada de 1980, Paul Néaoutyine és considerat el líder gairebé indiscutible del partit, encara que no és membre del Buró Polític. Aquest estatut es va veure reforçat per la seva designació com a portaveu del buró polític. El seu predecessor en aquest paper va ser durant molt de temps, de 1998 a 2009, Charles Washetine. Abans d'ell, va ser Raphäel Mapou des de 1989.

## Història

### Formació
Fou creat el juliol de 1975 de la fusió de dos grups d'extrema esquerra i independentistes radicals fundats com a seqüela del maig de 1968, els Foulards Rouges i el Grup 1878. Fou el primer partit polític creat amb el propòsit de reclamar formalment la independència de Nova Caledònia. Les seves posicions són força radicals, adoptant les tesis marxistes amb el desenvolupament d'una economia col·lectivista un cop assolida la independència. Els seus líders són Nidoïsh Naisseline, fundador dels Foulards Rouges, i Paul Néaoutyine
Aviat se li uniren en la militància independentista altres grups més moderats inicialment, com Unió Caledoniana, partit tradicionalment en el poder els anys 1950 i que des del congrés de Bourail de 1977 adoptà l'independentisme sota l'impuls de Jean-Marie Tjibaou, el Front Unit d'Alliberament Canac (FULK) de Yann Céléné Uregeï (aleshores més radical), el Parti Socialiste Calédonien (PSC) i la Unió Progressista Melanèsia (UPM) d'André Gopoea. Aquests diferents grups es coordinaren amb la creació el 4 de juny de 1979 del Front Independentista de cara a les eleccions territorials d'aquell any.
El partit va tenir la seva primera crisi interna en les eleccions presidencials i legislatives de 1981. El Front Independentista pren partit per François Mitterrand i s'apropa al Partit Socialista, cosa que permet Rock Pidjot (Unió Caledoniana) ser elegit amb aquesta etiqueta a l'Assemblea Nacional Francesa. Una part del nucli radical de Palika, dirigit per Nidoïsh Naisseline, desaprova l'aproximació i fa una crida a restar fidels als orígens marxistes, de tal manera que el 8 d'abril de 1981 protagonitzarà l'escissió del nou partit Alliberament Canac Socialista (Libération Kanak Socialiste, LKS), que es mantindrà dins del Front Independentista fins al 1984, quan rebutjà el boicot electoral propugnat pel FLNKS.
Quan el Front Independentista es va dissoldre el 24 de setembre de 1984 per a formar el FLNKS, que adopta una nova estratègia de boicot a les institucions i a les eleccions, Palika hi constituirà la línia més dura i més radical al si del front durant els esdeveniments de 1984-1988, i una de les principals forces dels Comitès de Lluita, mentre que el front polític resta en mans d'Unió Caledoniana.

### Cap a la moderació i divisió en el camp independentista
Malgrat les seves posicions radicals, Palika participa amb altres components del FLNKS en la signatura dels Acords de Matignon el 26 de juny 1988. El 4 de maig de 1989 Jean-Marie Tjibaou és assassinat i Paul Néaoutyine, cap de Palika, va ser escollit per succeir-lo com a president del FLNKS el 24 de març de 1990. Romandrà en el càrrec fins al 9 de desembre de 1995.
En el context de la preparació del referèndum de 1998 en el marc de l'Acord de Matignon, que hauria de decidir si Nova Caledònia s'independitzava, alhora que la nova situació institucional permetia als independentistes ocupar càrrecs de gestió (especialment a la província del Nord i a les Illes Loyauté), el gruix dels separatistes va adoptar una línia més moderada a favor d'una major cooperació amb els anti-independentistes, tot i que encara se'ls oposaven fermament. Palika aleshores continuava sent el component més esquerrà del FLNKS que no considera els Acords de Matignon com un primer pas cap a la independència, que s'aconseguirà per qualsevol mitjà.
Però cada cop és més gran l'oposició entre la Unió Caledoniana i Palika veure aviat el dia. De fet, la primera encara és la principal força política del FLNKS i controla la presidència de dues províncies (Léopold Jorédié al Nord i Richard Kaloï a les Illes Loyauté). Palika, amb suport d'altres petites formacions del FLNKS (UPM, el nou RDO fundat el 1994), començà a contestar la supremacia d'UC en el terreny independentista. D'altra banda, l'opció d'UC per defensar la independència creant un « estat associat» amb França al seu Congrés de 12 de novembre de 1995 provoca que a les eleccions provincials de Nova Caledònia de 1995 Paul Néaoutyine es presentés a la província del Nord amb una llista dissident, anomenada Unió Nacional per la Independència, oposada a la llista oficial del FLNKS de Léopold Jorédié: va obtenir 5 escons dels 22.
Aquesta dissidència i la seva oposició creixent a UC portà Néaoutyine a dimitir de la presidència del FLNKS el desembre de 1995, en la que fou substituït en el Congrés de Nouméa de 9 de desembre per Rock Wamytan (UC). Les diferències s'incrementaren de cara a les preses de posició en vista al futur referèndum de 1998, ja que les eleccions provincials no els foren favorables. Palika i UC es fracturaren per dues bandes: pel tipus d'independència que reclamaven (uns reclamen la Independència Kanak Socialista i altres reclamen un Estat Associat) i l'altra per negociar amb el RPCR.
Palika, Rock Wamytan i la majoria de càrrecs del FLNKS arribaren a un acord per a refusar aquestes últimes, tant que la Societé le Nickel no ha cedit les seves concessions minaires al Nord (la mina de Tiebaghi) a la Société Minière du Sud Pacifique (SMSP), gestionada per la província del Nord. Nogensmenys, d'altres personalitats refusaren aquesta posició i negociaren amb els anti-independentistes des de 1997, sense condicions prèvies. Fou Raphaël Mapou, número 2 de Palika i alcalde de Yaté, François Burck i Léopold Jorédié (UC), president de la província del Nord. Posteriorment foren exclosos dels seus respectius moviments i el 1998 fundaren la Federació dels Comitès de Coordinació Independentistes (FCCI), presidit per Raphaël Mapou, que advoca per una major cooperació amb el RPCP.
Finalment, la condició desitjada pel FLNKS, la mineria, s'obté el febrer de 1998 i les negociacions condueixin a la signatura de l'inici de l'Acord de Nouméa, signat de banda independentista per Paul Neaoutyine i Rock Wamytan. Alhora, es produeix una inversió ideològica en el FLNKS: Palika, que fins aleshores era el grup independentista més radical, esdevé més moderat, mentre que UC, impulsat pel seu president Bernard Lepeu, endureix la seva posició. És així que el 27 d'abril de 1997 el FLNKS, encapçalat per UC, decideix en el seu congrés de Koné d'abstenir-se a les eleccions legislatives, mentre que Palika defensa la candidatura a l'empresari anti-independentista Philippe Pentecost contra el diputat sortint Pierre Frogier.
Durant les eleccions provincials de Nova Caledònia de 1999 que va seguir la signatura de l'Acord de Nouméa, Palika, UPM i RDO i alguns membres de la UC presentaren no una sinó dues llistes dissidents anomenades UNI. Va guanyar a la província del Nord amb 9 escons sobre 22 i Paul Néaoutyine fou elegit president de la província. A les Illes Loyauté la llista FLNKS dirigida per UC va obtenir 6 electes de 14 contra 2 de Palika. El gruix d'electes del FLNKS formaren d'antuvi un grup únic al Congrés de Nova Caledònia, gràcies a l'accés a la presidència d'UC del moderat Rock Wamytan alhora que també ho era del FLNKS, i presentaren una llista comuna per l'elecció del primer govern sorgit de l'Acord de Nouméa. Però l'entesa va durar poc. Així, des de 2000, la majoria dels membres d'UC van formar un grup separat de la resta de FLNKS sota la direcció de Pascal Naouna, qui reclama el respecte a la lletra de l'Acord donant-li una visió més radical, mentre que Palika apel·la a dialogar amb el RPCR. El 2001 el divorci era pràcticament consumat, amb l'elecció a la presidència d'UC de Pascal Naouna i el desallotjament de Rock Wamytan de la presidència del FLNKS. Des d'aleshores, el punts de dissensió es multiplicaren:
- Des de 2001 i fins a 2007, a cada elecció d'un nou govern l'UNI, dirigit per Palika, i la Unió Caledoniana es presenten en llistes separades, i formen dos grups diferents al Congrés.
- Es reuniren diversos congressos del FLNKS i de l'oficina política, però mai es posen d'acord en nomenar-hi un president.
- UC crida a l'abstenció a les eleccions legislatives franceses de 2002 mentre que Palika presenta dos candidats (un d'ells Paul Néaoutyine).
- Boicot d'UC al Comitè de signataris de 2003 i manifestació contra la visita del president Jacques Chirac, mentre que Paul Néaoutyine i Palika participaren en la reunió de signataris per a avençar en l'Acord de Nouméa i mantenir el diàleg amb l'Estat i el RPCR, alhora que participaren en les reunions oficials organitzades per la visita del cap d'estat al territori.
- A les eleccions provincials de 2004 tornaren a presentar dues llistes distintes (l'UNI, que aplega gairebé tot el FLNKS, i UC) a les tres províncies. Paul Néaoutyine reforça la seva majoria a la Província Nord en obtenir gairebé la majoria absoluta amb 11 diputats de 22 (9 Palika, 1 UPM i 1 RDO), mentre que la majoria d'UC a les Illes Loyauté es redueix a 4 escons de 14 contra 2 de Palika i 2 dissidents d'UC que han format la llista UC Renouveau. Per primer cop, Palika obté el mateix nombre d'electes que UC (9 al Nord, 2 a les Illes, i 7 al Congrés), i l'UNI esdevé la llista més votada.
- Després de 2004, la Unió Caledoniana tradicionalment votamb el nou equip dirigent d'Avenir ensemble, que no és el cas Palika.
- Paul Néaoutyine és particularment criticat per UC per la seva gestió a la Província del Nord, que considera autoritària pel fet que ha confiat pocs càrrecs executius (vicepresidències) al seu moviment.

### Vers un reagrupament dels independentistes
El 2006, però, els independentistes van fer causa comuna per a defensar el congelament del cos electoral. El FLNKS finalment ha aconseguit la revisió de la Constitució francesa per un vot del Congrés el febrer de 2007 per a introduir el concepte de l'electorat congelat (només poden votar a les eleccions provincials els que resideixen al territori almenys des de 1998).
El 2007, finalment, el FLNKS presentà candidats conjunts (per primera vegada des de 1981) a les eleccions legislatives franceses de 2007 en dues circumscripcions: Charles Washetine de Palika a la Primera i Charles Pidjot d'UC a la segona. Tots dos van ser batuts en la segona ronda pels candidats de Reagrupament-UMP, respectivament Gaël Yanno i Pierre Frogier. I quan es produí la renovació del govern de Nova Caledònia, els dos grups independentistes del Congrés presentaren una llista comuna que va dimitir alhora el mateix dia que la formació del primer govern de Martin el 6 d'agost de 2007 per protestar contra un error que es va produir durant la votació (un vot independentista es va perdre i esdevingué blanc, fent perdre un càrrec de governal FLNKS) després d'obtenir 4 membres d'11 en el segon govern Martin el 21 d'agost de 2007 (2 Palika i 2 UC).

## Representació institucional
Després de les eleccions provincials de Nova Caledònia de 2009, compta amb set escons a l'Assemblea de la Nord, un escó a l'Assemblea de la Província del Sud, un a la de les Illes Loyauté i 7 al Congrés de Nova Caledònia. Després de les eleccions municipals de 2008, hi ha 7 alcaldes del partit i domina vuit comunes
- Houaïlou: Valentine Eurisouké (19 regidors de 27).
- Koné: Joseph Goromido (24 de la llista única del FLNKS sobre 27 dels que 14 són UNI i 10 Unió Caledoniana).
- Ouégoa: Marcel Paimbou-Poukoine (6 regidors de 19).
- Poindimié: Paul Néaoutyine (21 de la llista unida FLNKS sobre 27).
- Sarraméa: Prisca Holéro (5 de la llista unida FLNKS de 15).
- Touho: Alphonse Poinine (8 regidors de 19, amb suport dels 7 regidors d'UC).
- Voh: Guigui Dounehote (8 regidors de 19, amb suport d'1 dels 2 regidors de Reagrupament-UMP).
- Kouaoua: la llista Palika de l'alcalde sortint Karaimiâ Mereatu va obtenir 4 de 19, però fou elegit alcalde William Nomai, amb suport de 10 regidors independentistes (4 Palika i 3 UC més 3 de la llista de William Nomai).